# Dragany
Dragany (prononciation : [draˈɡanɨ]) est un village polonais de la gmina de Wysokie dans le powiat de Lublin de la voïvodie de Lublin dans l'est de la Pologne.
Il se situe à environ 40 kilomètres au sud de Lublin (siège du powiat et capitale de la voïvodie).
Le village compte approximativement une population de 622 habitants.

## Histoire
De 1975 à 1998, le village est attaché administrativement à l'ancienne Voïvodie de Zamość.

Depuis 1999, il fait partie de la nouvelle voïvodie de Lublin.